# ريشان (بني مطر)

تعديل مصدري - تعديل

ريشان هي إحدى قرى عزلة جنب بمديرية بني مطر التابعة لمحافظة صنعاء، بلغ تعداد سكانها 318 نسمة حسب تعداد اليمن لعام 2004.